# Señal de shaka

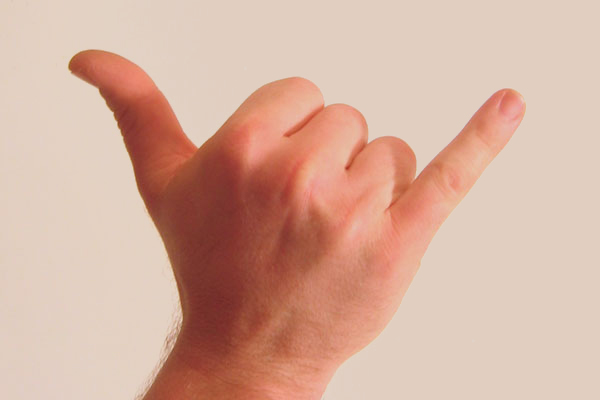
La señal de "shaka" es un saludo típico de la cultura surfera.

La señal de shaka o señal del chill, también conocida como hang loose, es un gesto típico de saludo que se asocia con Hawái y con la cultura del surf. Se hace extendiendo el pulgar y el dedo meñique mientras los demás dedos permanecen curvados, levantando la mano como para saludar. En ocasiones, se agita la mano de un lado a otro para enfatizar el gesto. Puede usarse al conducir para dar las gracias a otros conductores (por ejemplo, si alguien parado para dejar a otro incorporarse a la carretera desde un camino de entrada).
La señal es similar a la letra "Y" en la lengua de signos americana, en la que se hace un puño extendiendo solo el pulgar y el meñique.

## Origen
Se desconoce el origen exacto, aunque existen diversas teorías: 
La tradición popular predominante atribuye el gesto a Braisitu de Vicente, de Laie (Hawái), que perdió los tres dedos medios de la mano derecha mientras trabajaba en una central azucarera de Kahuku. Por esta razón, al Hamana le asignaron el puesto de vigilar el tren del azúcar, por lo que su gesto de todo despejado se dice que con el paso de los años se convirtió en el "shaka".
Otra teoría relaciona el origen de la señal con los inmigrantes españoles de Hawái, que plegaban sus dedos del medio y se llevaban sus pulgares a sus labios como gesto amistoso que representaba compartir un trago con los nativos que encontraban allá.
Otra simbología lo considera la representación de la aleta plana de los mamíferos marinos o cetáceos, que al saludar la muestran fuera del agua golpeando la misma con esta. Los surfistas  saludan desde el agua imitando el gesto.

## Gestos similares

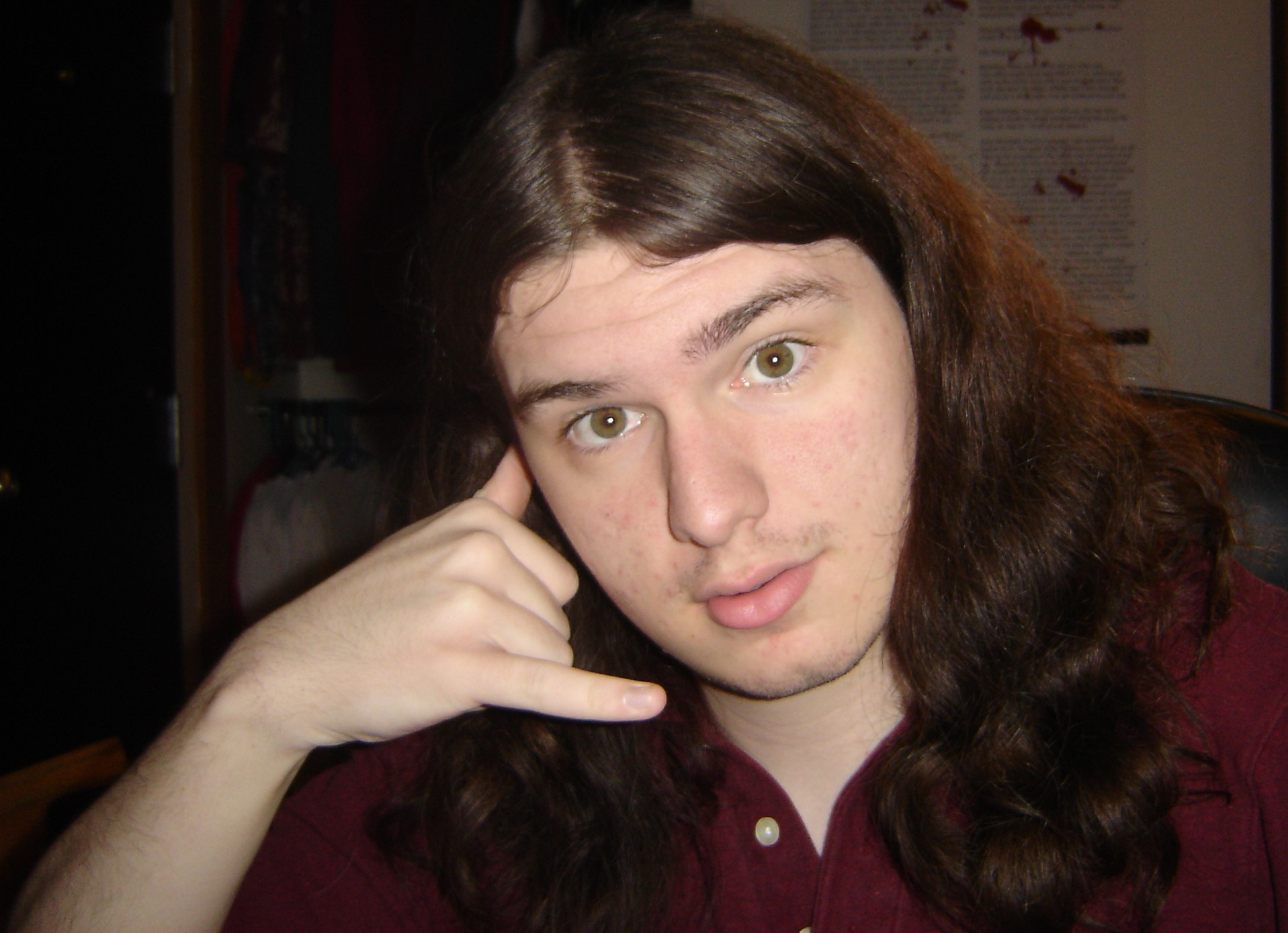
Una variante de la señal de shaka es la de "llámame", que imita el gesto de alguien al hablar por teléfono.

En Gran Bretaña y el norte de Europa este símbolo lo utilizan los propietarios de los modelos antiguos de furgoneta Volkswagen al cruzarse en la carretera. La silueta de la mano muestra un perfil en forma de "W" en la parte superior de la mano, que significaría Volkswagen.
En España, si el pulgar apunta hacia la boca, quiere decir "beber", ya que recuerda a la forma de un porrón. Esto sirve también para México,  Norteamérica, Ecuador, Brasil Guatemala, Chile, Rusia y Alemania.
En China, también es la señal del número seis.
Otro gesto parecido es el de "llámame", en el que también se extienden el meñique y el pulgar, subiendo luego la mano hasta la oreja, haciendo referencia al teléfono. Es una forma muy habitual de indicar en silencio a alguien para que llame por teléfono, como para continuar una conversación en privado, o que se ha recibido una llamada que se debe que atender.
Otra referencia a la señal es Ronaldo de Assis Moreira, más conocido como Ronaldinho, quien desde sus inicios como futbolista utilizó este peculiar saludo, que es su distintivo personal.
En Argentina, se hizo popular como una forma de pedir a alguien que se calme, diciendo "de chill", mientras se hace la seña con la mano.